# Simon Santoso
Simon Santoso (* 29. Juli 1985 in Tegal, Jawa Tengah) ist ein indonesischer Badmintonspieler.

## Karriere
In der Jugendzeit spielte er für Tangkas Jakarta, bevor er ins indonesische Nationalteam berufen wurde. 2005 gewann er den Robot HCMC Vietnam Satellite und im gleichen Jahr gewann er die Silbermedaille bei den Südostasienspielen.
Er erreichte das Finale der Swiss Open Super Series 2007, der Singapur Super Series 2008 und der Indonesia Super Series 2008. Er stand zudem im Halbfinale der Japan Super Series 2007 und der Chinese Taipei Open 2007. 2008 und 2010 gewann er die Chinese Taipei Open. Im Oktober 2009 gewann er die Denmark Super Series 2009 und damit seinen ersten Super-Series-Titel, im Finale schlug er den Deutschen Marc Zwiebler mit 21–14, 21–6. Er erreichte Gold bei den Südostasienspielen 2009, nachdem er seinen Landsmann Sony Dwi Kuncoro im Finale schlagen konnte.

## Privates
Simon ist der jüngste von 4 Kindern von Hosea Liem (Vater) und Rahel Yanti (Mutter).

## Teilnahmen im Nationalteam Indonesiens
- 3-mal Sudirman Cup (2005, 2007, 2011)
- 4-mal Thomas Cup (2004, 2006, 2008, 2010)